# A Happy Man
A Happy Man ist eine kanadisch-französische Filmkomödie von Robert Ménard aus dem Jahr 2009.

## Handlung
Pierre Martin, Professor für Quantenphysik in Paris, erfährt nach einer Vorlesung, dass seine Tante Jeanne in Kanada verstorben ist. Sie hinterlässt ihm eine Herberge im 400-Seelen-Ort Sainte-Simone-du-Nord in der Nähe von Québec. Feuer und Flamme will er zusammen mit seiner Tochter Catherine nach Kanada auswandern. Catherine lebt mit ihrem Vater zusammen, ist Städterin durch und durch und hält überhaupt nichts von Pierres Plänen. Zumal im notariellen Vertrag die Vorgabe steht, dass beide ein Jahr und einen Tag in der Herberge wohnen müssen, um diese zu erben, ansonsten fällt sie der Gemeinde zu. Als Pierre eine zusätzliche Erbschaft von etwas über einer Million € erwähnt, sind Catherines Zweifel im Nu verflogen.
Zusammen mit Catherines Hund kommen beide in dem verschneiten und eiskalten Dorf an und werden von Bürgermeister Michel Dolbec persönlich empfangen. Der hat es jedoch selbst auf die Herberge abgesehen und will beide so schnell wie möglich vergraulen. Für die anderen Dorfbewohner sind die Franzosen Besucher wie von einem anderen Stern. Pierre und Catherine ziehen in die Herberge ein. Pierre ist ein Mensch, der durch gar nichts von seiner guten Laune abzubringen ist. Catherine hingegen ist genau das Gegenteil.
Der Bürgermeister Michel lässt fortan nichts unversucht, um die beiden loszuwerden. Zusammen mit einigen Dorfbewohnern manipuliert er die Wasserrohre der Herberge, kappt die Telefonleitung, stellt den Strom ab und lässt wichtige Post aus Frankreich verschwinden. Der einzige, der zu ihnen hält und sie unterstützt, ist Mario. Beim gemeinsamen Streichen verführt ihn Catherine, was aber eher an einen Zeitvertreib erinnert. Als Michels Hund zu allem Überfluss auch noch Catherines kleinen Hund auffrisst, bricht für Catherine endgültig die Welt zusammen. Volltrunken sitzt sie in der Herberge und beschließt, wieder nach Paris zurückzukehren.
Nachdem Pierre aber Michel in einem Schneesturm das Leben rettet und immer mehr Dorfbewohner gegen Michels Maßnahmen sind, wendet sich das Blatt. Michel bittet um Verzeihung und künftig sind Pierre und seine Tochter vollständig akzeptiert. Außerdem werden Catherine und Mario ein Paar. Pierres Aussage über die Millionenerbschaft war jedoch eine Lüge, um seine Tochter überhaupt für dieses Abenteuer zu begeistern.

## Kritik
„Amüsante Komödie, die reizvoll besetzt, aber ohne allzu großen Tiefgang vom Aufeinandertreffen unterschiedlicher Lebenseinstellungen handelt.“

„Frankreichs Komödienaltstar Pierre Richard (‚Der große Blonde mit dem schwarzen Schuh‘) ist in Ehren ergraut und spielt in der gallisch-kanadischen Komödie wieder den naiven Optimisten, dessen Laune auch keine hämische Dauer-Sabotage trüben kann. Satire und Pointen halten sich in dem harmlosen Spaß zurück, der ein wenig nach den ‚Sch’tis‘ gerät und dem jovialen Altstar Sylvie Testud (‚Jenseits der Stille‘) als resolute Tochter zur Seite und Rémy Girard (‚Die Invasion der Barbaren‘) gegenüberstellt.“

## Veröffentlichungen
Auf DVD wurde der Film als Willkommen in Saint-Simone-du-Nord und Der große Blonde kann’s nicht lassen vermarktet.